# Omphalonotus quadriguttatus
Omphalonotus quadriguttatus је врста инсекта из групе стеница.

## Опис
Јединке врсте Omphalonotus quadriguttatus су црне боје са карактерстичним белим мрљама на крилима. Први чланак антена је у бази тамне боје а остатак је светлије жуте, остатак антена је светлије браон боје. Базе ногу су светле боје, фемури црне а остатак жуто-браон боје. Дужина тела макроптерних (дугокрилих) јединки је код мужјака 3,6 милиметра, односно женки 3,8. Код брахиптерних (краткокрилих) јединки од 2,6 до 2,8 милиметара код мужјака, односно 2,7 до 3 милиметра код женки.
Адулти се срећу од јуна до августа. Хибернирају у стадијуму јајета.

## Станиште
Врста насељава сува заслањена станишта.

## Распрострањење
Врста насељава земље Европе (Аустрију, Белгију, Бугарску, Хрватску, Чешку Републику, континентални део Француске и Италије, Мађарску, Немачку, Румунију, Словачку, Словенију, Србију, континентални део Шпаније, итд.).

## Синоними
- Kirschbaum, 1856